# Gulpen-Wittem
Gulpen-Wittem – gmina w Holandii, w prowincji Limburgia.

## Miejscowości
Gulpen, Wijlre, Eys, Mechelen, Epen, Partij-Wittem, Nijswiller, Reijmerstok, Wahlwiller, Slenaken, Etenaken, Euverem, Ingber, Schweiberg, Stokhem, Heijenrath, Trintelen, Eperheide, Hilleshagen, Elkenrade, Eyserheide, Beutenaken.